# ایوار لاسی
ایوار فردریک لاسی (۱۸ نوامبر ۱۸۸۹–۴ ژوئن ۱۹۳۸) نویسنده و انسان‌شناس فنلاندی بود که در احزاب سوسیالیست و کمونیست فعال بود. لاسی در سال ۱۹۲۳ به اتحاد جماهیر شوروی نقل مکان کرد و در جریان پاکسازی بزرگ کشته شد.
لاسی ابتدا عضو حزب سوسیال دموکرات بود اما خیلی زود به حزب کمونیست غیرقانونی فنلاند پیوست. سوسیال دموکرات‌های جریان اصلی او را بیش از حد رادیکال یافتند، اما نظرات متمایز او کمونیست‌ها را نیز راضی نکرد. لاسی در تحقیقات خود، مردم ترک قفقاز و بعداً تاریخ اخلاق جنسی را مطالعه کرد، اگرچه به دلیل پیوستن به سرخ‌ها در جنگ داخلی فنلاند در سال ۱۹۱۸ از محافل دانشگاهی اخراج شد.

## زندگی

### سال‌های اولیه
لاسی در باکو متولد شد. پدر او به عنوان کاپیتان کشتی نفتی برای شرکت برانوبل در باکو کار می‌کرد. در سن ده سالگی، لاسی برای تحصیل به فنلاند فرستاده شد. در سال ۱۹۰۹، لاسی وارد دانشگاه هلسینکی شد. در این دانشگاه زبان‌های شرقی را زیر نظر کنوت تالکویست، زیبایی‌شناسی را زیر نظر یرجو هیرن و فلسفه را زیر نظر ادوارد وسترمارک آموخت. در بهار ۱۹۱۶ دکترای خود را در رشته سنت‌های عامیانه آذربایجانی دریافت کرد. پایان‌نامه او با نام «اسرار محرم در میان ترک‌های آذربایجانی قفقاز» بر اساس کار میدانی‌اش (بین سال‌های ۱۹۱۳ تا ۱۹۱۵ طی چندین سفر تحقیقاتی انسان‌شناسی) در قفقاز بود. در سال ۱۹۱۷، لاسی کتاب «اسرار ایرانی» (Persiska mysterier)، نسخه‌ای محبوب از پایان‌نامه‌اش، و کتاب سفر «پشت میله‌های زندان و عبا» (Bakom gallret och slöjan) را منتشر کرد.
زبان اول لاسی زبان سوئدی بود. او به زبان فنلاندی مسلط بود و روسی، آلمانی، انگلیسی، فرانسوی، فارسی و عربی را آموخته بود. دیدگاه‌های سیاسی اولیه لاسی تحت تأثیر فیلسوفانی مانند روسو بود. او همچنین تا حدودی به جناح چپ گرایش داشت، اگرچه شخصاً با سوسیالیست‌ها در ارتباط نبود. در طول جنگ جهانی اول، روشنفکران فنلاندی عمدتاً طرفدار آلمان بودند، اما لاسی عضو گروه کوچکی بود که از متفقین حمایت می‌کرد.

### جنگ داخلی و سیاست
با شروع جنگ داخلی فنلاند در ژانویه ۱۹۱۸، لاسی خدمات خود را برای هیئت مردمی ارائه داد و توسط یرجو سیرولا به عنوان مترجم استخدام شد. به گفته خودش، به سرخ‌ها پیوست زیرا انقلاب کارگری را به عنوان موضوعی برای تحقیقات انسان‌شناسی می‌دید، اما خیلی زود با درک خواسته‌های آنها، جذب این جنبه شد. پس از نبرد هلسینکی، لاسی توسط سفیدها دستگیر و به جرم خیانت به ۹ سال زندان محکوم شد، اما در نوامبر ۱۹۱۸ عفو شد. در اردوگاه زندان سومنلینا، لاسی توسط هم‌سلولی‌هایش سولو وولیجوکی و تاوی تاینیو با سوسیالیسم آشنا شد.
در بهار ۱۹۱۹، لاسی آژانس خبری روزنامه‌های کارگری (Työväenlehtien uutistoimisto) را تأسیس کرد. مطالب خبری آن کمونیستی بود. در همان سال، لاسی شروع به نوشتن مقالاتی در روزنامه Kansan Sanomat در تامپره با نام مستعار Sapiens کرد. او، از جمله، در مورد کار گروه پارلمانی حزب کارگران سوسیالیست فنلاند (Suomen Sosialistinen Työväen Puolue, SSTP) و در مورد فعالیت‌های پارلمان به‌طور کلی نوشت. او از تلاش‌های ناچیز حزب برای شکل‌گیری حکومت انتقاد کرد. لاسی به حزب سوسیال دموکرات پیوست و در مخالفت رادیکال آن فعال شد. او از سال ۱۹۱۹ تا ۱۹۲۴ به عنوان سردبیر مجله Sosialistinen Aikakauslehti (مجله سوسیالیستی) کار می‌کرد و به اداره مسیر قاچاق کمونیست‌ها بین استکهلم و پتروگراد کمک می‌کرد. در اکتبر ۱۹۱۹، لاسی به جان رید، روزنامه‌نگار آمریکایی، در عبور از مرز روسیه کمک کرد. در سال ۱۹۲۰، لاسی به دلیل نزدیک به ۲ سال فعالیت سیاسی به زندان فرستاده شد. در طول مدت اقامتش در اردوگاه کار اجباری تامیساری، لاسی از سوسیال دموکرات‌ها جدا شد و به حزب کارگران سوسیالیست، یک سازمان جبهه‌ای که توسط حزب کمونیست تبعیدی فنلاند تأسیس شده بود، پیوست.

### در اتحاد جماهیر شوروی
در سال ۱۹۲۳، او به اتحاد جماهیر شوروی نقل مکان کرد. لاسی در پتروزاودسک اقامت گزید و در آنجا به عنوان کمیسر خلق برای آموزش جمهوری سوسیالیستی شوروی کارلیا و مدیر مدرسه حزبی مشغول به کار شد. در سال ۱۹۲۸، لاسی به مسکو منتقل شد. او به عنوان مترجم در شرکت انتشاراتی کمینترن و مدیر بخش اسکاندیناوی دانشگاه کمونیستی اقلیت‌های ملی غرب کار کرد. در سال‌های ۱۹۳۲ تا ۱۹۳۵، لاسی محقق زبان‌های شرقی در دانشگاه دولتی مسکو بود. از سال ۱۹۳۶، او در انتشارات پروگرس مشغول به کار شد و مدیر بخش خارجی گلاولیت بود.
آثار ادبی لاسی شامل کتاب فنلاندی «مبانی مارکسیسم» (Marxismin perusteet) محصول ۱۹۳۱ است که بعداً به عنوان اثری ضدانقلابی اعلام شد. او همچنین بخش اول کتاب «مبانی لنینیسم» استالین را به سوئدی ترجمه کرد.
لاسی در فوریه ۱۹۳۸ به جرم جاسوسی برای فنلاند دستگیر شد. او در ژوئن در میدان تیر بوتوو اعدام شد.

## زندگی خصوصی
اولین همسر لاسی، الن آلفهیلد سودرمن، دختر کارل سودرمن تاجر بود.

## آثار
- اسرار محرم در میان ترک‌های آذربایجان قفقاز (۱۹۱۶)

این کتاب نخستین بار در سال ۱۹۱۷ توسط شرکت انتشاراتی هولگرا شیلدت (Holger Schildts) در هلسینکی به چاپ رسید.
- پشت پرده و حجاب (۱۹۱۷)

۱۱۸ صفحه
داستان‌های صادقانه دربارهٔ دوستان ایرانی من
- اسرار ایرانی (۱۹۱۷)

افسانه، شعر، نمایش و مراسم
با بیش از پنجاه تصویرسازی پس از عکس‌های اصلی و سنگ‌نگاره‌های ایرانی
- اهمیت فرهنگی و تاریخی تنبلی (۱۹۲۱)[۶]
- مبانی مارکسیسم (۱۹۳۱)[۷]
- جی.وی. استالین: لنینیسم پایه ۱، ترجمه ایوار لاسی و آلیس روزنبلاد (۱۹۳۸)[۸]

## یادبود
محمدرضا شاه پهلوی در ۲ تیر ۱۳۴۹ در سفر به هلسینکی از ایوار لاسی به این شکل یاد کرد:
«بسیاری از دانشمندان کشور شما در قرن گذشته و در آغاز قرن حاضر به ایران سفر کردند که از جمله آنها می‌باید از دکتر ایوارلاسی نام برد که یک سال در کشور ما به سر برد و در بازگشت به فنلاند چند سفرنامه جالب دربارهٔ ایران انتشار داد.»